# 皮博迪鎮區 (堪薩斯州馬里昂縣)
皮博迪鎮區（英語：Peabody Township）為美國堪薩斯州馬里昂縣轄下的鎮區。2010年美国人口普查中此鎮區人口有1,382人。

## 地理
皮博迪鎮區涵蓋總面積為94.3平方（36.40平方英里），其中陸地面積為94.0平方（36.31平方英里），水域面積為0.23平方（0.09平方英里）或0.25%。海拔高度1,434（4,705英尺）。

## 人口統計
根據2010年美國人口普查，皮博迪鎮區人口有1,382人，其中男性有702人，女性有680人，人口密度為每平方公里14.66人，住房計638戶。鎮區內的白人有1,292人，非裔美國人有21人，美洲原住民有17人，亞裔美國人有3人，太平洋島裔美國人有1人，其他種族有10人，混血種族則有38人。此外鎮區內有43人為西班牙裔或拉丁裔美國人。此鎮區之年齡中位數為46.1歲，而男性年齡中位數為45.1歲，女性年齡中位數為0.0歲。

## 交通

### 主要公路
- 50號美國國道